# Succinea philippinica
Succinea philippinica es una especie de molusco gasterópodo de la familia Succineidae en el orden de los Stylommatophora.

## Distribución geográfica
Es endémica de Palau.  